# О, какая прекрасная война!
О, какая прекрасная война! (англ. Oh, What a Lovely War!) — эпический мюзикл, созданный Джоан Литтлвуд и её ансамблем в Theatre Workshop в 1963 году. Это сатира на Первую мировую войну и, соответственно, на войну в целом. Название происходит от «несколько сатирической» песни мюзик-холла «О! Это прекрасная война!», которая является одним из основных номеров в постановке.

## Разработка
Идея постановки возникла в День перемирия 1962 года, когда Джерри Раффлз услышал повторение второй версии радиомюзикла Чарльза Чилтона для BBC Home Service под названием «The Long Long Trail» о Первой мировой войне. Написанная и спродюсированная Чилтоном в память о своем отце, чье имя было написано на мемориале в Аррасе, эта часть представляла собой радиодокументальный фильм, в котором использовались факты и статистика, сопоставленные с воспоминаниями и версиями песен того времени, в качестве иронической критики реальности войны. Песни были найдены в книге под названием «Tommy’s Tunes», опубликованной в 1917 году, в которой были новые тексты, написанные в окопах для известных песен той эпохи, многие из гимнов или из шоу Вест-Энда.
Раффлз предложил идею использовать его в качестве основы для постановки своей партнерше Джоан Литтлвуд, но она ненавидела эту идею, ненавидя Первую мировую войну, военную форму и все, что они олицетворяли. В конце концов Литтлвуд решил, что это может сработать, но отказался от какой-либо военной формы, выбрав костюмы пьеро из комедии дель арте как «мягкий, пушистый способ развлечения», создающий иронический контраст с жестяными шляпами, которые они также носили. Литтлвуд сказал в 1995 году, что «Никто не умер на моей сцене, они умерли в фильме — это они испортили». Она хотела, чтобы зрители уходили из театра, смеясь над «пошлостью войны». Идея заключалась в том, чтобы изобразить, как группы людей могут утратить чувство индивидуальности, подчиняясь высшим авторитетам, которые Литтлвуд презирал.
Некоторые сцены в постановке, в частности, сцена первого отравления траншей газом, обрабатывались в течение многих дней только для того, чтобы Литтлвуд пришел к выводу, что они слишком ужасны для публики, и удалил их. Это была ещё одна причина, по которой на производстве не носили униформу.

## Производство
Премьера мюзикла состоялась 19 марта 1963 года в Восточном Королевском театре Стратфорда и вызвала восторженную реакцию публики. Обзор Кеннета Тайнана в «The Observer» был озаглавлен «Литтлвуд возвращается с триумфом».
Постановка стала неожиданным хитом, и BBC несколько раз адаптировала мюзикл для радио.
Премьера мюзикла состоялась в США на Бродвее в театре Бродхерст 30 сентября 1964 года и закрылась 16 января 1965 года после 125 представлений. Там его увидел актёр и бывший младший офицер Бэзил Рэтбоун, который написал Чарльзу Чилтону, что «нас обманули, это была отвратительная война».

## Описание
Оригинальная постановка была выполнена с участием актёров в костюмах пьеро и металлических шлемах, из-за отвращения Литтлвуда к цвету хаки и антивоенных настроений. Позади них спроецированные слайды (управляемые киномехаником Томом Карром) показывали изображения войны и движущийся экран (то, что Литтлвуд назвала своей «электронной газетой», потому что видела такую в Восточном Берлине на железнодорожном мосту) по всей ширине сцены со статистикой, например «25 сентября... Лоос... Британцы потеряли 8236 человек за 3 часа... Немецкие потери нулевые» и «Средний срок жизни пулеметчика при атаке на Западном фронте: 4 минуты».
Отделение исполнителей от реальных событий таким образом помешало бы публике упасть в слезы, и в постановке представлены такие песни эпохи Первой мировой войны, как «Это долгий путь в Типперэри», «Соберите свои проблемы» и «Держите домашний огонь горящим». Суровые образы войны и шокирующая статистика проецируются на задний план, создавая контраст с комедией действия, происходящего перед ней. Зрители также были приглашены присоединиться к исполнению песен.
Первый акт был призван привлечь зрителей сентиментальностью песен, а первый взрыв происходит только в конце первого акта во время «Goodbye… ee». 
Во втором акте в спектакль привносится ужас войны.

## Заглавная песня
Песня «Oh! It’s a Lovely War» была написана Дж. П. Лонгом и Морисом Скоттом в 1917 году и входила в репертуар звезды мюзик-холла и имитатора мужского пола Эллы Шилдс. Слова первого куплета и припева следующие:
По пояс в воде,

по самые глаза в слякоти -

Используя такой язык,

что заставляет сержанта краснеть;

Кто бы не пошел в армию?

Вот о чем мы все спрашиваем,

Разве не жалко нам бедных гражданских, сидящих у костра.

Припев

О! О! О! Это прекрасная война,

Кто бы не стал солдатом, а?

О! Как жаль, что не надо платить.

Как только отзвучит побудка.

Мы чувствуем себя тяжелыми, как свинец,

Но мы не встаем, пока сержант не принесет

наш завтрак в постель.

О! О! О! Это прекрасная война,

Что нам яйца и ветчина.

Когда у нас есть сливовое и яблочное варенье?

Построиться в четверку! Поворот направо!

Как мы потратим заработанные деньги?

О! О! О! Это прекрасная война.

## Экранизации
Экранизация Ричарда Аттенборо была выпущена в 1969 году как мюзикл и получила множество наград. Это был дебют Аттенборо как режиссёра и одно из первых появлений Мэгги Смит в кино.
Несколько австралийских фильмов и мини-сериалов о Первой мировой войне (например, «Лёгкая кавалерия» и «Gallipoli») использовали эти песни, чтобы придать им большее ощущение эпохи. В сериале 1985 года «Армейский корпус» использовал «О, это прекрасная война» в качестве одного из номеров во время титров, «Я носил тунику» исполнялся как часть развлекательной программы, песня «Поддерживайте огонь в доме» использовалась в качестве ещё одного номера, а песня «Адские колокола» исполнялась Тони Боннером и Эндрю Кларком.